# Archutowo
Archutowo – wieś w Polsce położona w województwie mazowieckim, w powiecie płockim, w gminie Bodzanów.
W skład sołectwa Gromice i Archutowo wchodzi także wieś Gromice.
W latach 1975–1998 miejscowość administracyjnie należała do województwa płockiego.
W miejscowości znajduje się Sala królestwa zboru Świadków Jehowy.